# Jürgen Reichardt
Jürgen Reichardt (* 16. Juni 1938 in Grabig, Kreis Sorau) ist ein Generalmajor außer Dienst des Heeres der Bundeswehr und Autor.

## Leben
Reichardt trat 1960 in ein Jägerbataillon in Itzehoe in die Bundeswehr ein. Er durchlief die Laufbahn eines Infanterieoffiziers bis zum Kompaniechef in Wentorf bei Hamburg. Danach absolvierte er von 1969 bis 1971 den 12. Generalstabslehrgang Heer an der Führungsakademie der Bundeswehr, wo er zum Offizier im Generalstabsdienst ausgebildet wurde. Im Anschluss daran folgten Verwendungen im Stab der 6. Panzergrenadierdivision in Neumünster und im Bundesministerium der Verteidigung in Bonn. Seine erste Kommandeur-Verwendung erhielt er 1977 als Oberstleutnant beim Panzergrenadierbataillon 242 in Feldkirchen. 1980 wurde er nach dem Besuch des NATO Defense College in Rom als Chef des Stabes zur 4. Jägerdivision in Regensburg versetzt und zum Oberst befördert. Im Oktober 1982 wurde er nach einer kurzen Vorverwendung im BMVg Sprecher des damaligen Verteidigungsministers Manfred Wörner und Leiter des Informations- und Pressestabes (IP-Stab) im Bundesministerium der Verteidigung.
Am 1. Oktober 1984 übernahm er das Kommando über die Panzergrenadierbrigade 10 in Weiden, das er am 31. März 1988 als Brigadegeneral an seinen Nachfolger Wolfgang Sand übergab. Nach einer Verwendung im Planungsstab des Bundesministeriums der Verteidigung unter der Führung von Generalleutnant Jörg Schönbohm wurde er am 1. Oktober 1989 der letzte Kommandeur der 4. Panzergrenadierdivision in Regensburg vor deren Umgliederung zum Kommando Luftbewegliche Kräfte (KLK). Als Generalmajor wurde er zum 1. April 1994 Amtschef des Heeresamtes in Köln und führte dieses bis zu seiner Versetzung in den Ruhestand am 30. September 1998.

## Kießling-Affäre
In der Kießling-Affäre stand er als Pressesprecher des Verteidigungsministers „im Zentrum dieses Zyklons“, der u. a. durch dilettantische MAD-Recherchen in einem Homosexuellen-Lokal in Köln genährt worden war. Die Position des Verteidigungsministeriums, keine Gründe für die Entlassung Kießlings zu nennen, war nicht mehr zu halten. Seine illusionslose Analyse ergab ohne Widerspruch, „dass wir keine Chance hatten, nachträglich einen öffentlichen Beweis antreten zu können in einer Sache, die unbeweisbar hätte bleiben sollen und deshalb nun bleiben musste“. Das Vorgehen des Ministers, fragwürdige Zeugen anzuhören ohne vorher den Vier-Sterne-General Kießling gesprochen zu haben, hatte zusätzlich die Vorwürfe der Öffentlichkeit gegen das Ministerium verschärft.

## Ruhestand und Privates
Im Ruhestand betätigt sich Reichardt unter anderem als Buchautor.
Er war bis Ende 2014 Präsident des Bayerischen Soldatenbundes.
Er ist verheiratet, Vater von vier Kindern und lebt seit den 1980er Jahren in Wörth an der Donau in Bayern.

## Auszeichnungen
- Bundesverdienstkreuz (1984)
- Legion of Merit, USA
- Ungarischer Vitéz-Orden Vitézi Rend (2001)
- Bayerischer Verdienstorden (2010)

## Werke
- Soldat in der Nachkriegszeit – Zwischen Kriegsgeneration und Friedensbewegung, Kienesberger 2005, ISBN 978-3-923995-27-1.
- Hardthöhe Bonn. Im Strudel einer Affäre. Osning Verlag, Bonn 2008, ISBN 978-3-9806268-5-9.